# Mrs. Harris
Mrs.Harris é um telefilme estadunidense de 2005, do gênero drama.

## Sinopse
Purchase, Nova York, 10 de março de 1980, 22 horas. Logo o médico Herman Tarnowe (Ben Kingsley), que ficou famoso com sua Dieta Scarsdale, estaria morto. Jean Harris (Annette Bening) era uma professora divorciada com quem Herman há 14 anos estava envolvido. Um mulherengo incorrigível, Herman tinha no passado pedido para Jean se casar com ele mas, quando se deparou com os preparativos para se casar, mudou de ideia, deixando Jean decepcionada. Isto não impediu que, após o baque inicial, continuassem juntos, mas a relação sofreu um certo desgaste. Jean pode ser uma mulher obsessiva, que tenha tido algum tipo de doença mental e pode ter tentado cometer suicídio quando Tarnowe foi morto.

## Elenco principal
- Annette Bening... Jean Harris
- Ben Kingsley .... Herman Tarnower
- Frances Fisher .... Marge Jacobson
- Ellen Burstyn ... Ex-amante
- Lawrence O'Donnell .... Judge Leggett
- Cloris Leachman ... Pearl "Billie" Schwartz
- Frank Whaley .... George Bolen
- Bill Smitrovich ... Joel Arnou
- Michael Gross .... Leslie Jacobson
- Ronald Guttman ....Henri
- Philip Baker Hall .... Arthur Schulte
- Mary McDonnell ... Vivian Schulte
- Chloë Sevigny ....Lynne Tryforos
- Jessica Kate Meyer ... Debbie
- John Patrick Amedori ... David Harris - jovem
- Brad McCoy ... Jimmy Harris - jovem

## Principais prêmios e indicações
Recebeu 3 indicações ao Globo de Ouro, nas categorias de Melhor Filme para TV/Mini-série, Melhor Ator - Filme para TV/Mini-série (Ben Kingsley) e Melhor Atriz - Filme para TV/Mini-série (Annette Bening). 
Recebeu 12 indicações ao Emmy, nas categorias de Melhor Filme, Melhor Diretor, Melhor Ator (Ben Kingsley), Melhor Atriz (Annette Bening), Melhor Atriz Coadjuvante (Cloris Leachman e Ellen Burstyn), Melhor Roteiro, Melhor Elenco, Melhor Fotografia, Melhor Figurino, Melhor Penteado e Melhor Maquiagem. 

## Curiosidades
- A filmagem terminou após 2 meses.
- A participação de Ellen Burstyn em Mrs. Harris se resume a 11 segundos e duas falas. Foi o suficiente para que a atriz fosse indicada ao Emmy.